# Neustift am Alpenwalde
Neustift am Alpenwalde ist eine Streusiedlung und eine Katastralgemeinde der Gemeinde Aspangberg-St. Peter in Niederösterreich.

## Geografie
Die aus mehreren Einzellagen bestehende Siedlung befindet sich am Nordabfall des Niederwechsels.

## Geschichte
Laut Adressbuch von Österreich waren im Jahr 1938 in Neustift ein Gastwirt, eine Hebamme, zwei Schuster und einige Landwirte ansässig.